# Краснобаев, Константин Васильевич
Константи́н Васи́льевич Красноба́ев (12 сентября 1941, Салехард Тюменской области) — советский и российский учёный, доктор физико-математических наук (с 1985), профессор МГУ (с 29 октября 1997); заведующий кафедрой аэромеханики и газовой динамики механико-математического факультета МГУ имени М. В. Ломоносова (с 27 февраля 2013), главный научный сотрудник Института Космических Исследований РАН.
Специалист в области радиационной газовой динамики, космической газовой динамики. Опубликовано ок. 100 научных работ, монография, учебное пособие.

## Биография
- 1969 выпускник механико-математического факультета МГУ специальности «Механика»
- 1969—1981 сотрудник Института космических исследований АН СССР, Московского радиотехнического института АН СССР
- 1972 кандидат физико-математических наук, тема диссертации «Перенос ионизующей радиации в неравновесных условиях»[1]
- 1981 преподаватель кафедры аэромеханики и газовой динамики механико-математического факультета МГУ им. М. В. Ломоносова
- 1985 доктор физико-математических наук, тема диссертации «Динамика газа в поле ионизирующего излучения»[2]
- 1988 профессор кафедры аэромеханики и газовой динамики
- 1997 звание профессор
- 2007 зам. зав. кафедрой аэромеханики и газовой динамики
- 2009 Заслуженный профессор МГУ
- 2013 заведующий кафедрой аэромеханики и газовой динамики

## Научный вклад
- Основные работы посвящены исследованию динамики и устойчивости плазмы, нагреваемой частицами высоких энергий (ультрафиолетовыми и рентгеновскими квантами, космическими лучами).
- Исследовано влияние спектральных и угловых характеристик излучения на ионизационную и тепловую структуру газа, окружающего источник неравновесного излучения.
- На основе аналитических и численных методов выявлены особенности сверхзвукового обтекания источников тепловыделения и полученные результаты применены к решению ряда астрофизических и прикладных задач.
- Теоретически предсказано обнаруженное впоследствии с помощью экспериментов на космических аппаратах явление анизотропного истечения газа из ядра кометы, а также установлено, что положение максимума яркости свечения кометы не совпадает с положением её ядра.
- Путём анализа устойчивости фронтов ионизации установлены новые эффекты роста возмущений и их связь с проблемой происхождения нерегулярных движений межзвёздной среды.
- Один из авторов модели взаимодействия солнечного ветра с межзвёздной средой.

## Учебно-методическая деятельность
Читает спецкурсы:
- «Механика сплошной среды»
- «Основы механики сплошной среды»
- «Газовая динамика»
- «Введение в магнитную гидродинамику»
- «Радиационная газовая динамика»
- «Гидродинамическая теория космической плазмы»
- «Классические модели неравновесно излучающей космической плазмы»

А также руководит спецсеминарами по аэромеханике и газовой динамике и по газовой динамике.

## Основные научные труды
- В. Б. Баранов, К. В. Краснобаев, А. Г. Куликовский. // ДАН СССР, 1970, т. 194, № 1.
- В. Б. Баранов, К. В. Краснобаев. // Гидродинамическая теория космической плазмы. М. : Наука. 1977.
- К. В. Краснобаев, Р. А. Сюняев . // Изв. АН СССР. МЖГ. 1983, № 3.
- М. А. Вергазов, К. В. Краснобаев. // Письма в Астрон. журн., 1985, т. 11, № 7.
- К. В. Краснобаев. // Письма в Астрон. журн., 2001, т. 27, № 2 .
- К. В. Краснобаев. // Письма в Астрон. журн.,2004, т. 30, № 7.
- К. В. Краснобаев. Лекции по основам механики сплошной среды. М: Наука, 2005 256 с. ISBN 978-5-19-011354-9.
- К. В. Краснобаев , Р. Р. Тагирова. // Письма в Астрон. журн.,2009, т. 35, № 5.
- Г. Ю. Котова, К. В. Краснобаев. // Письма в Астрон. журн.,2010, т. 36, № 7.
- Георгий Иванович Петров = George Ivanovich Petrov [Текст] = George Ivanovich Petrov : 100 лет со дня рождения Первого директора Института космических исследований : [сборник] / Ин-т космических исслед. (ИКИ) РАН ; [сост. Н. М. Астафьева, К. В. Краснобаев]. - Москва : ИКИ, 2012. - 127 с.
- K. V. Krasnobaev, R. R. Tagirova, G. Yu. Kotova. //Astrophys. J.,2014, v. 786, No. 2.
- К. В. Краснобаев, Г. Ю. Котова , Р. Р. Тагирова. // Письма в Астрон. журн.,2015, т. 41, № 3-4.
- K. V. Krasnobaev, R. R. Tagirova. // MNRAS, 2017, v. 469, pp. 1403-1413. doi:10.1093/mnras/stx884
- G. Yu. Kotova, K. V. Krasnobaev // MNRAS, 2020, v. 492, pp. 2229-2235. doi:10.1093/mnras/stz3604

## Награды
- 1982 Лауреат премии имени С. А. Чаплыгина за монографию «Гидродинамическая теория космической плазмы» (с В. Б. Барановым)
- 1991 Лауреат премии имени М. В. Ломоносова 1 степени МГУ за цикл работ «Сверхзвуковое обтекание тел при наличии внешних источников энерговыделения» (с П. Ю. Георгиевским, В. А. Левиным)
- 1998 медаль «В память 850-летия Москвы»
- 2006 Лауреат премии имени академика Г.И. Петрова
- 2014 медаль имени Г. А. Тюлина